# Орден Пса і Півня
Орден Пса та Півня — міфічний лицарський орден, який за пізнішими переказами було засновано 1341 року сеньйором Шарлем I де Монморансі з нагоди свого одруження з графинею Жанною де Руси. Відповідно до іншого родинного міфу, орден було утворено 500 року сеньойором Лізвуа де Монморансі, щоб об'єднати лояльних до короля Хлодвіґа І лицарів. Орден не відомий з історичних джерел, але легенда про нього дозволила роду Монморансі претендувати на титул «першого барона Франції».
Собака символізувала відданість лицарів королю, а півень — непохитну пильність. Вважається, що це використання півня як символу походить від алегоричного «галльського півня», який використовується як один із національних символів Франції.
Лізвуа де Монморансі був першим французьким бароном, який 496 року, поблизу Кельна, прийняв християнство разом з Хлодвігом I. Символом ордену був золотий ланцюжок на шиї, на якому був медальйон із зображенням собаки і півеня та девіз Vigiles (лат. «пильний»). 
Про орден відомо небагато, і він вважається міфічним, що існував лише в пізніших легендах. Традиційно Орден відносять до перших орденів Франції, але історичні факти про існування лицарських орденів до часів хрестових походів невідомі. Більш ранні джерела та історики не згадують цей орден.